# Franco Stella
Franco Stella, eigentlich Francesco Stella, (* 24. April 1943 in Thiene, Provinz Vicenza) ist ein italienischer Architekt. Internationale Bekanntheit gewann er durch den Wiederaufbau des Berliner Schlosses als Sitz des Humboldt-Forums. 

## Leben

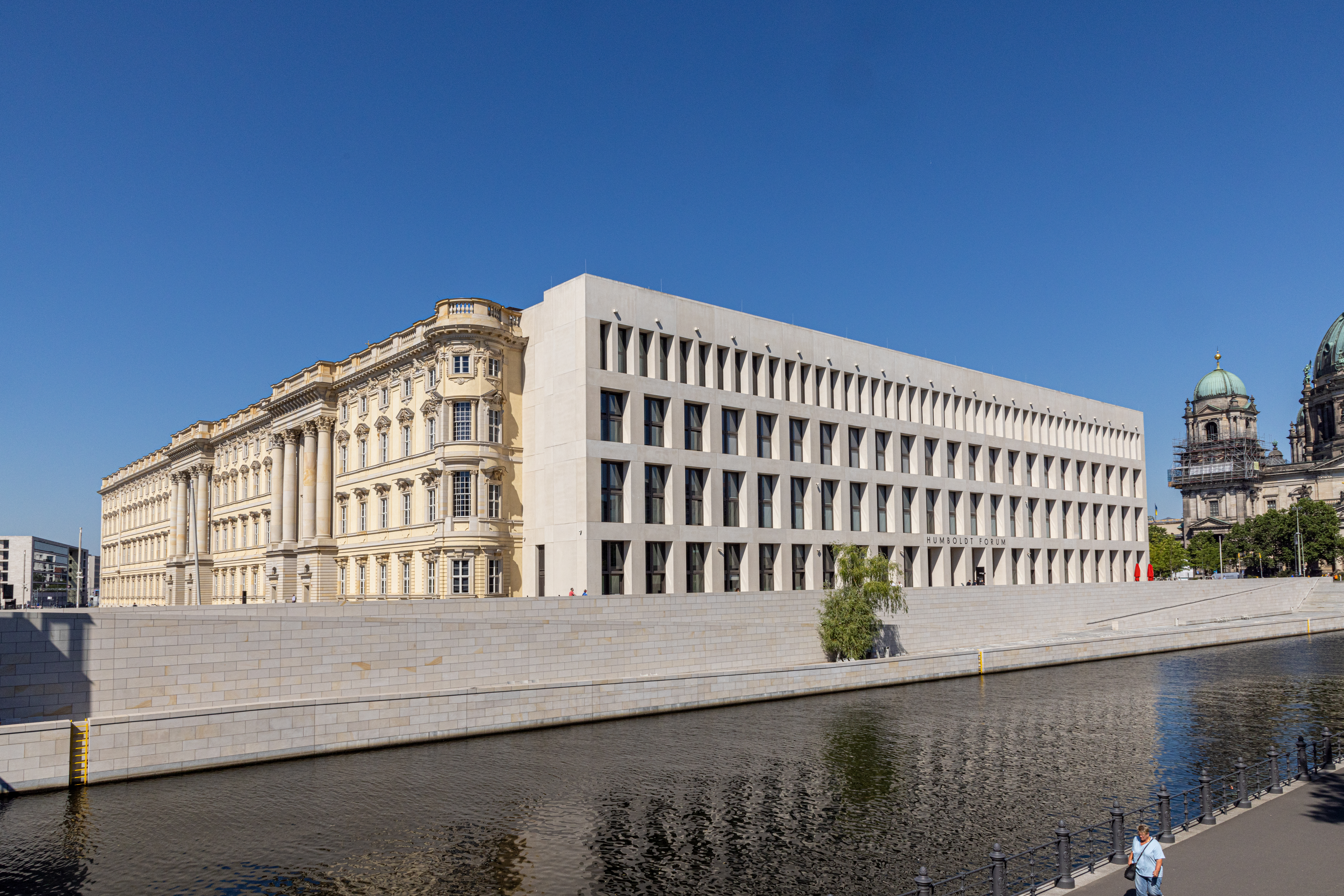
Barocke Süd- und moderne Ostfassade des wiederaufgebauten Berliner Schlosses

Francesco Stella wurde am 24. April 1942 in Thiene geboren. Er schloss 1968 sein Studium an der Architekturhochschule IUAV in Venedig ab. Anfang der 1970er Jahre nahm er dort unter Leitung von Carlo Aymonino an der Lehr- und Forschungstätigkeit der Gruppo Architettura teil. 1973 wurde er Dozent für Architekturgestaltung an der IUAV. Seit 1990 ist er Professor für Architektonisches Entwerfen an der Fakultät für Architektur der Universität Genua.
Er führt ein kleines Architekturbüro in Vicenza mit etwa fünf bis acht Mitarbeitern. Stella sieht sich als einen Vertreter des klassisch-modernen Rationalismus in einer Tradition, die von Schinkel bis Mies van der Rohe reicht. Sein Anliegen ist das „Weiterbauen historischer Gebäude“. 1991 gab es eine größere Werkausstellung des Architekten.
Am 28. November 2008 gewann er den Architektenwettbewerb für den Wiederaufbau des Berliner Schlosses als Sitz des Humboldt-Forums. In der Vorbereitung und geplanten Realisierung arbeitete Stella mit dem Büro Hilmer & Sattler sowie mit dem Büro Gerkan, Marg und Partner zusammen, mit denen entsprechende Vereinbarungen getroffen wurden. Stella hatte zuvor bereits an den Wettbewerben für das Bundeskanzleramt und das Auswärtige Amt teilgenommen und saß in der Jury des städtebaulichen Wettbewerbs für die Gestaltung der Spreeinsel. 2015 verlieh ihm seine Geburtsstadt den Thiene-Preis.

## Bauten (Auswahl)
- 1972–1976: Hauptsitz der Firma ESTEL in Thiene (Venetien)
- 1970er: Mehrere Schulgebäude in Venetien[6]
- 1990: Villa in Thiene
- 1990: Rathaus von Maserà di Padova
- 1998–2002: Zwei Ausstellungshallen der Messe in Padua (zusammen mit Walter A. Noebel)
- 2013–2020: Wiederaufbau des Berliner Schlosses als Sitz des Humboldt-Forums[9]

## Entwürfe (Auswahl)
- 1994: Wettbewerbsentwurf für das Berliner Bundeskanzleramt
- 2006: Erweiterung der Stockholmer Stadtbibliothek[6]
- Vor 2010: Naumburger Nietzsche-Gedenkstätte[6]